# Tom Davies
Thomas "Tom" Davies (Liverpool, Anglia, 1998. június 30.) angol labdarúgó, aki jelenleg az Evertonban játszik, középpályásként.

## Pályafutása

### Everton
Davies az Everton ifiakadémiáján kezdett el futballozni, majd 2015. szeptember 30-án megkapta első profi szerződését a klubtól. A Premier League-ben 2016. április 16-án, a Southampton ellen mutatkozhatott be, a 83. percben csereként beállva. A szezon utolsó napján, a Norwich City ellen kezdőként kapott lehetőséget Joe Royle megbízott menedzsertől. Végigjátszotta a találkozót és megválasztották a meccs legjobbjának. Augusztus 3-án új,  ötéves  szerződést kötött a csapattal.

## Válogatott pályafutása
2015. október 7-én Roy Hodgson szövetségi kapitány meghívta Daviest, hogy a felnőtt válogatottal eddzen, miután remekül teljesített az angol U17-es csapatban. Egy héttel később csapatkapitányként nevezték a 2015-ös U17-es vb-re utazó angol csapatba.

## Magánélete
Davies Alan Whittle unokaöccse, aki 1967 és 1972 között 74 mérkőzésen szerepelt az Evertonban.

## Külső hivatkozások
- Tom Davies pályafutásának statisztikái a Soccerbase oldalon (angolul)